# Monksthorpe
Monksthorpe – osada w Anglii, w hrabstwie Lincolnshire, w dystrykcie East Lindsey. Leży 48 km na wschód od Lincoln i 186 km na północ od Londynu.